# Краснолицая птица-мышь
Красноли́цая пти́ца-мышь (лат. Urocolius indicus) — вид птиц из семейства птиц-мышей. Для птиц характерно серое оперение сверху и желтоватое снизу, зеленоватый металлический блеск на крыльях и на длинном ступенчатом хвосте, а также ярко-красная маска на «лице», которая продолжается на основание надклювья. Обитает в саваннах Южной Африки, избегая открытые поля и густые леса, может совершать сезонные кочёвки, особенно во время засухи. Питается преимущественно фруктами и ягодами. Чашеобразное гнездо строит в зарослях колючего кустарника, обычно в кладке 2—4 белых яйца с красно-коричневым крапом, которые насиживают оба родителя; инкубационный период составляет около двух недель. Птенцовые птицы, через две — три недели птенцы встают на крыло, хотя гнездо могут покидать и раньше.
Краснолицая птица-мышь была описана Джоном Лейтемом в 1790 году. Международный союз орнитологов относит вид к роду Urocolius, включающему также синешапочную птицу-мышь, и выделяет несколько подвидов, которые различаются преимущественно интенсивностью расцветки.

## Описание

### Внешний вид
Краснолицая птица-мышь — небольшая птица с длиной тела 29—37 см, из которых 19—25 см составляет хвост, и массой 32,5—78,9 г (Е. А. Коблик в справочнике «Разнообразие птиц» указал массу 40—65 г). Длина крыла номинативного подвида Urocolius indicus indicus в среднем составляет 94,9 мм у самцов, 92 мм — у самок; клюва — 13,9 мм у самцов; цевки — 20,2 мм у самцов и 20,1 мм у самок.
Оперение сверху серое, зеленоватый металлический блеск особенно заметен на крыльях и хвосте; снизу — желтоватое. Половой диморфизм в оперении отсутствует. Для номинативного подвида характерен тёмно-пепельный голубовато-серый цвет оперения сверху и желтоватый — снизу; хохолок не отличается цветом от остального оперения сверху, лоб светло-жёлтый; нижняя сторона крыльев (испод) и хвоста — каштановые. Карминно-красная голая кожа на уздечке (области между глазом и клювом) и вокруг глаз соседствует с таким же по цвету основанием надклювья. Остальная часть клюва чёрная. Радужка глаза может приобретать оттенки от жёлтого до тёмно-коричневого. Ноги краснолицей птицы-мыши тёмно-пурпурные или красные. У молодых птиц оперение в верхней части головы и кроющие перья крыла охристо-жёлтые; голая кожа на «лице», как и основание клюва, имеют зеленоватый оттенок; ноги более тусклые, чем у взрослых птиц; радужка глаза коричневая. По наблюдениям Херберта Шифтера (Herbert Shifter), со временем цвет оперения может тускнеть.

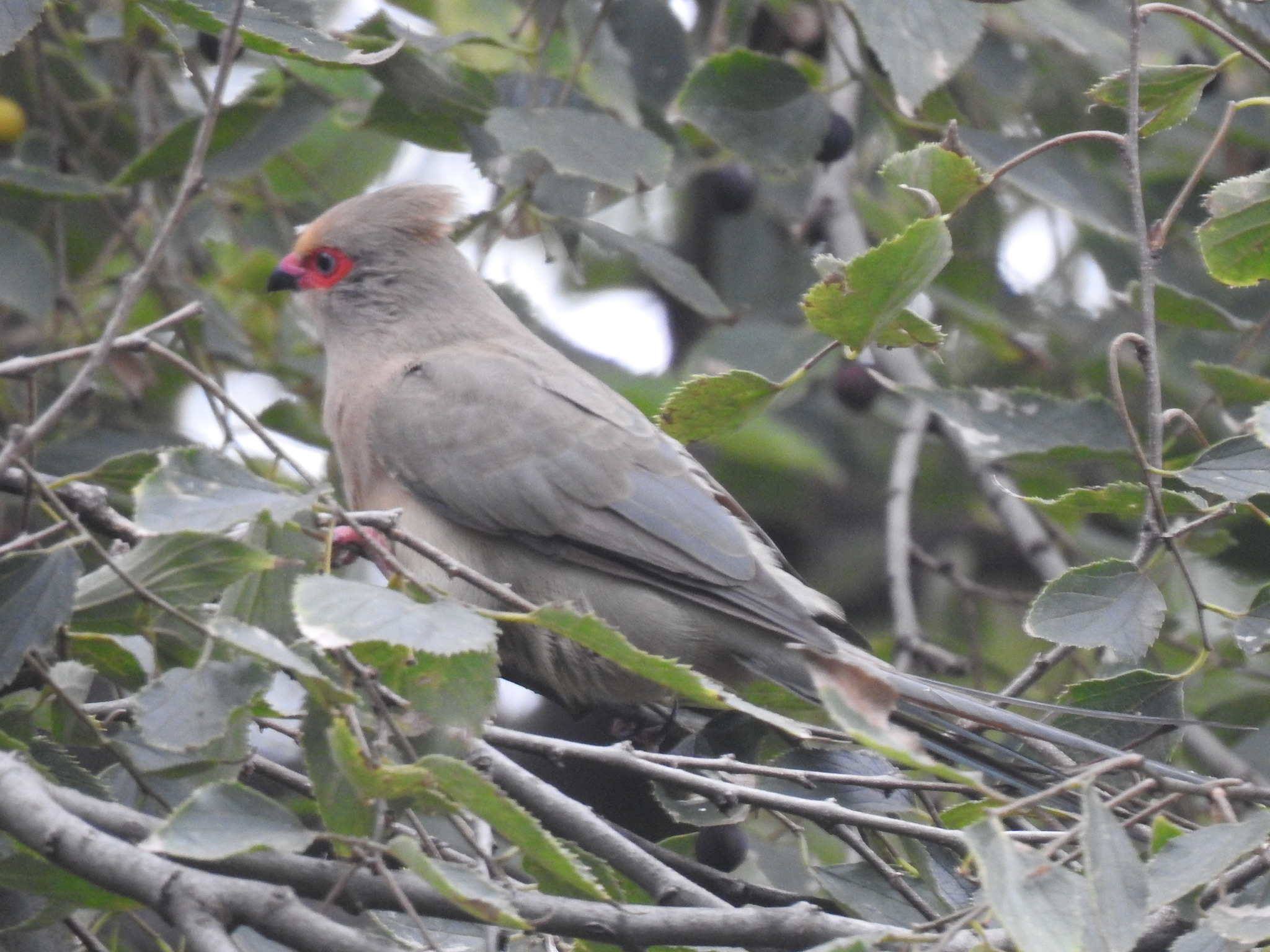
Urocolius indicus transvaalensis

Подвиды краснолицей птицы-мыши различаются преимущественно интенсивностью цветов оперения. Подвид Urocolius indicus mossambicus темнее остальных. Подвид Urocolius indicus pallidus светлее номинативного, оперение снизу имеет розоватый оттенок; он меньше остальных подвидов. Подвид Urocolius indicus transvaalensis также светлее номинативного, оперение на лбу коричнево-кремовое, голубоватый оттенок менее заметен. Самый светлый цвет оперения у подвида Urocolius indicus lacteifrons; кроме того, у него кремово-белое оперение лба, а на кроющих перьях ушей нет зеленоватого оттенка. Шифтер писал, что масса номинативного подвида составляет 50—62 г (в среднем 55 г), Urocolius indicus transvaalensis — 50,5—66,3 г (в среднем 56,9 г), Urocolius indicus lacteifrons — в среднем 57 г у самцов и 55 г у самок.
Линька птиц-мышей обычно нерегулярна, хотя у краснолицей птицы-мыши в умеренном климате Южной Африки маховые перья обычно сменяются сезонно. Около 80 % пойманных в ноябре — апреле птиц находились в процессе смены первостепенных маховых перьев, при этом линька отсутствовала у особей, пойманных в другое время. У 75 % краснолицых птиц-мышей смена первостепенных маховых перьев происходит по направлению от самого внутреннего первостепенного махового пера к внешнему, однако остальные птицы демонстрируют самые разнообразные варианты линьки. Орнитолог Мэри Кэтрин Роуэн (Mary Katherine 'Bunty' Rowan) отмечала двух краснолицых птиц-мышей с обратным порядком линьки первостепенных маховых перьев: от внешнего пера к внутреннему. Замена второстепенных маховых перьев наблюдалась только у птиц, пойманных в марте — апреле. Строгого порядка в смене перьев отмечено не было: у некоторых птиц они менялись от внутреннего пера к внешнему, у других, наоборот, — от внешнего к внутреннему, у нескольких птиц смена второстепенных маховых перьев проходила в случайном порядке. Смена оперения крыла может продолжаться и во время размножения, хотя обычно пик размножения проходит раньше линьки. Перья хвоста у птиц-мышей могут меняться в любое время года (в каждом месяце были отмечены птицы с новыми перьями на разных стадиях развития), при этом самые длинные центральные рулевые перья растут довольно медленно и часто несинхронно.

### Вокализация и образ жизни
Вокализация краснолицей птицы-мыши включает чёткий и мелодичный свист «tree-ree-ree» или «ti-wi-wi-wi», похожий на звук колокольчика, с акцентом на первой ноте и падением высоты звучания по мере исполнения. Песня исполняется в полёте, реже — на ветке. Шифтер добавлял, что трёхсложное пение краснолицей птицы-мыши, которое он записывал как «umtshivovo» или «ishivovo», дало ей название на местном языке. К другим звуковым сигналам относится пронзительный, но невнятный «cheuwip», разные приглушённые свисты и трели. Роуэн писала, что на отдыхе птицы используют около дюжины позывок, свистков и трелей, в частности «foot», «whit-whit», «shi-woo», «tut, tut, tut», «pirrooee». При этом сигналов тревоги зафиксировано не было, волнующаяся птица не издавала звуков даже в непосредственной близости от кота. По наблюдениям орнитологов, при вокализации краснолицые птицы-мыши совершают пульсацию горлом. Уже к концу первого месяца птенцы могут издавать простой мелодичный свист, а в возрасте трёх месяцев — полную песню.

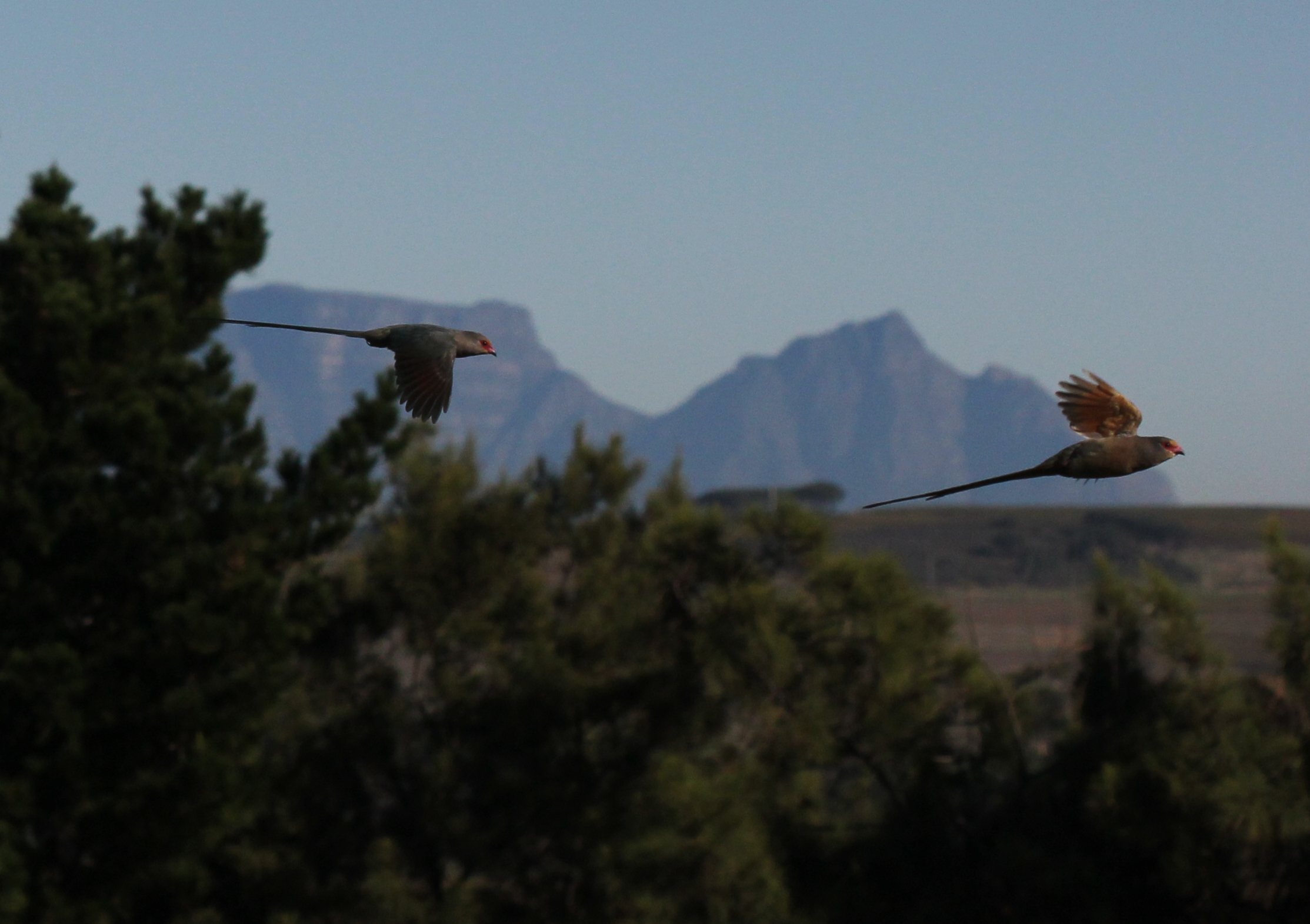
Краснолицая птица-мышь в полёте

Краснолицые птицы-мыши, как и другие представители семейства, любят принимать пылевые ванны. В Малави были также отмечены водные процедуры краснолицей птицы-мыши; кроме того, купающихся в воде птиц наблюдали в неволе. На ночёвки птицы устраиваются плотными группами. В окрестностях Йоханнесбурга время ночлега примерно совпадает с промежутком от заката до рассвета и в июне, и в декабре, то есть дневное активное время зимой намного короче летнего. В непогоду птицы сидят плотными кластерами и днём.
На юге Африки краснолицую птицу-мышь сложно перепутать с другими представителями семейства. От синешапочной птицы-мыши (Urocolius macrourus) вид отличается более тёмным оперением, отсутствием голубого пятна на затылке и желтоватым цветом лба. У обитающих на той же территории птиц-мышей рода Colius отсутствует красная маска на «лице», а цвет оперения не такой серый. Кроме того, краснолицых птиц-мышей выделяют более музыкальное пение и быстрый полёт, скорость птиц при этом может достигать 70 км/ч. Орнитолог Ван дер Плаат (Van der Plaat) наблюдал стаю краснолицых птиц-мышей, летящих вдоль дороги перед автомобилем, движущемся со скоростью 46 миль в час. Полёт в целом более мощный и прямолинейный, чем у других птиц-мышей. В полёте краснолицые птицы-мыши держатся близко друг к другу.

## Распространение

### Ареал и среда обитания
Краснолицая птица-мышь обитает в Африке к югу от экватора; площадь её ареала (англ. Estimated extent of occurrence) приблизительно составляет 7 010 000 км². На западе континента, в Анголе, вид встречается около рек Конго, Кунене и Кванза; обитает на юго-востоке Демократической Республики Конго, юго-западе Танзании южнее озера Руква, в Замбии, Малави, Намибии (за исключением самых пустынных районов), Ботсване, Зимбабве, на юге Мозамбика и в ЮАР (в том числе на южном побережье). Птиц также можно встретить на юго-востоке Танзании и северо-востоке Мозамбика. Некоторые наблюдения относятся к северо-восточным районам ЮАР: Свазиленду, Квазулу-Натал, Лесото. Обычно краснолицая птица-мышь встречается на высоте до 1200 м над уровнем моря; в Замбии птиц отмечали на высоте до 1600 м. В 1943 году одна особь была подстрелена близ города Сумбаванга на юго-западе Танзании на высоте 2438 м.

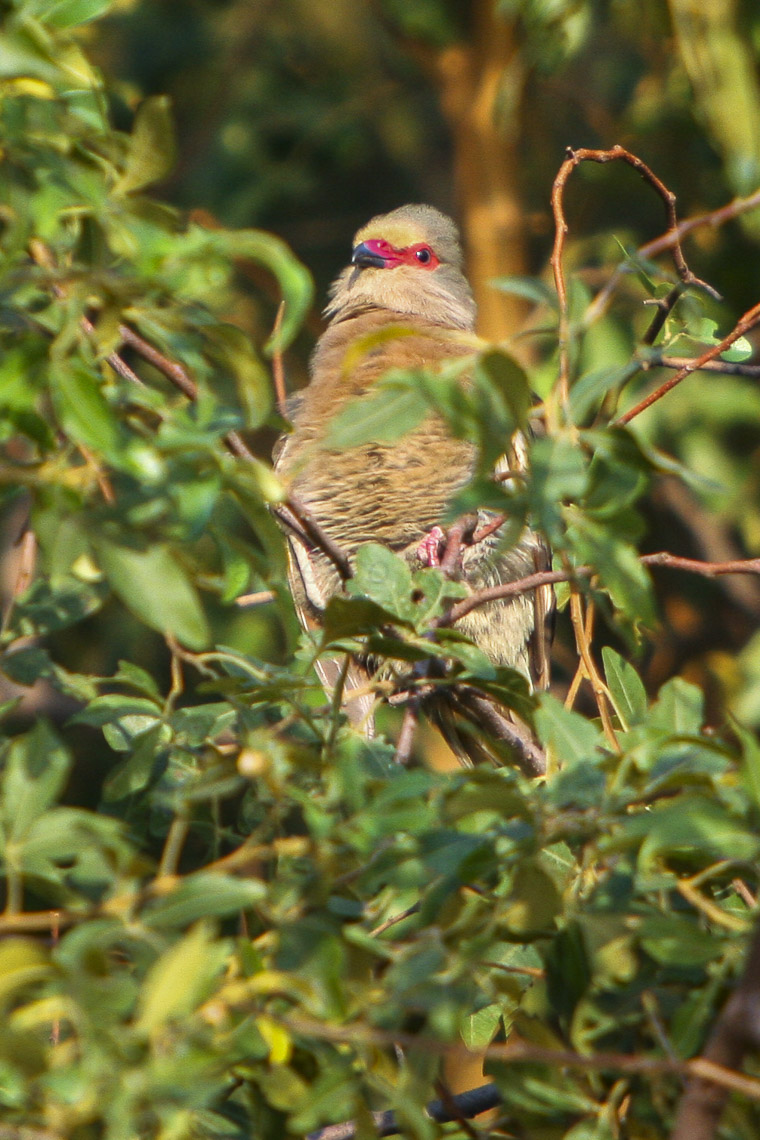
Краснолицая птица-мышь в Замбии

Краснолицая птица-мышь селится в саванне, особенно с преобладанием акаций, в кустарниках и редколесье, избегая только открытых лугов и густых лесов. Часто встречается в зарослях вдоль рек, в пальмовых рощах и садах. Даже в засушливых регионах предпочитает участки около воды. Вместе с тем может кормиться в изолированных фруктовых посадках вдалеке от дренажных систем или водотоков. Изредка птиц можно наблюдать на западе Кару или на гранитных песках (англ. granitic sands) в засушливой саванне. Краснолицая птица-мышь встречается на севере пустыни Намиб, проникая вглубь вдоль водотоков, в частности вдоль реки Куйсеб. Птиц отмечали в оазисах в пустыне на пальмах, высаженных миссионерами XIX века. При этом Роуэн в 1960-е годы не удалось наблюдать краснолицую птицу-мышь в пустыне Калахари, однако южноафриканские орнитологи Марк Херреманс (Marc Herremans) и Диана Херреманс-Тоннуйр (Diane Herremans-Tonnoeyr) отметили около 50 краснолицых птиц-мышей во время засухи в июне 1992 года в заповеднике Кхутсе в её центральной части. Они связывали это с большим урожаем ягод гревии (Grewia).
Номинативный подвид обитает в ЮАР в регионе от южных районов Западно-Капской провинции до реки Большой Кей в Восточно-Капской провинции. Подвид U. i. pallidus встречается на побережье на юго-востоке Танзании и северо-востоке Мозамбика. Подвид U. i. lacteifrons обитает в регионе от провинции Кабинда в Анголе до Намибии и западных районов Ботсваны. Подвид U. i. transvaalensis можно встретить в ЮАР (за исключением районов, где обитает номинативный подвид), на юге Мозамбика, в Зимбабве и на юго-западе Замбии. Ареал подвида U. i. mossambicus, обитающего вдоль долины реки Замбези, на востоке Анголы, в Замбии, на юго-востоке Демократической Республики Конго, в Малави и на юго-востоке Танзании, отделён от ареала остальных подвидов краснолицей птицы-мыши. Ареалы подвидов U. i. lacteifrons и U. i. mossambicus на востоке Анголы разделены миомбо с преобладанием леса Brachystegia. Ещё одна полоса леса, на севере Мозамбика, разделяет ареалы U. i. pallidus и U. i. mossambicus.

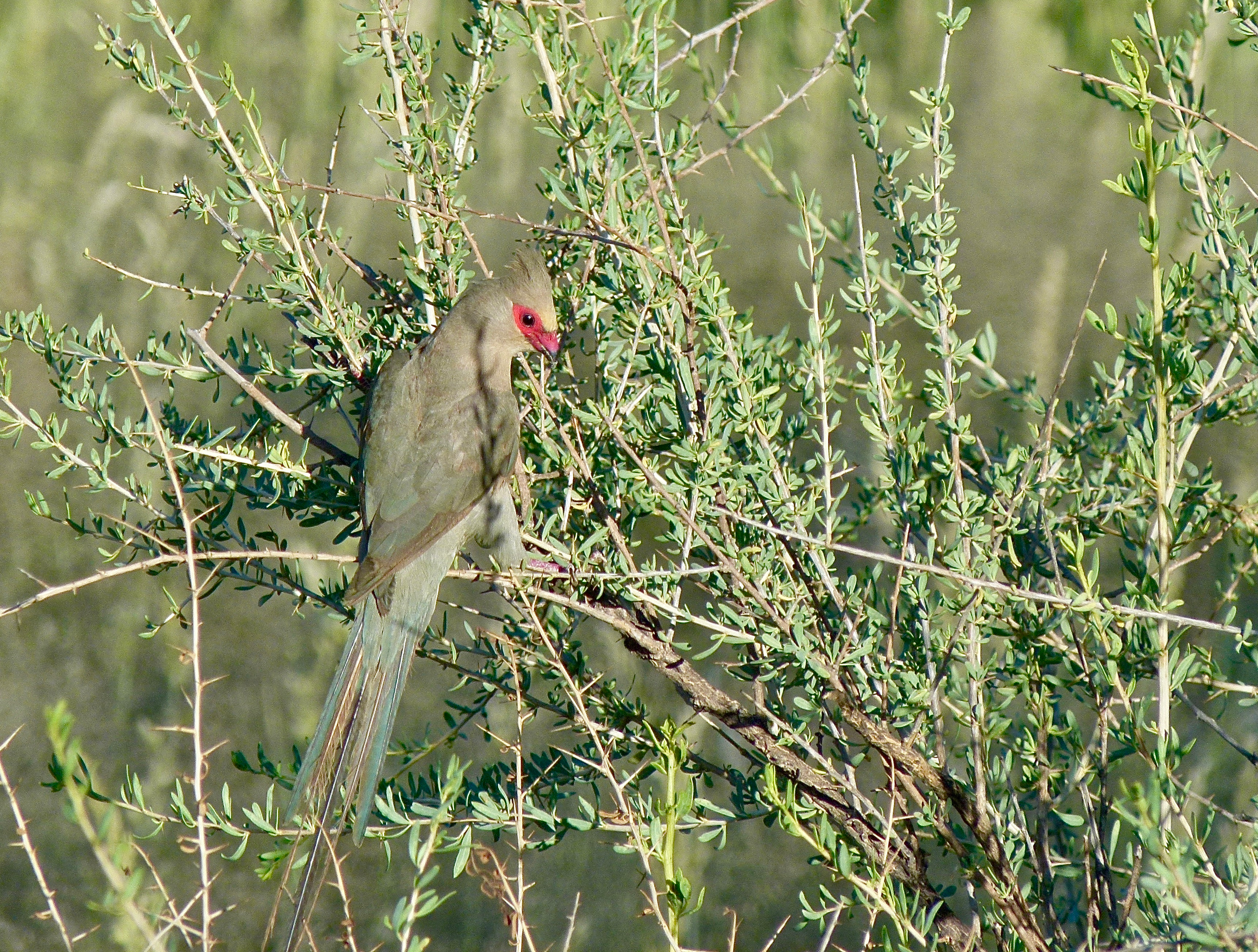
Краснолицая птица-мышь в Северо-Капской провинции ЮАР

В ряде источников середины XX века указано, что ареалы краснолицей и синешапочной птиц-мышей не пересекаются. Между тем энциклопедия Birds of the World утверждает, что они делят ареал в узкой полосе на юге Танзании, при этом синешапочная птица-мышь распространена в более северных саваннах от Танзании до Западной Африки. Краснолицая птица-мышь также обитает рядом с бурокрылой (Colius striatus), но предпочитает более засушливые условия. В частности, в нижнем течении реки Шире в Малави её численность превосходит численность бурокрылой, а в заповедниках Маджете и Мвабви она полностью замещает этот вид. В Восточно-Капской провинции популяция бурокрылой птицы-мыши больше, чем краснолицей. В заповеднике Ндуму (Ndumu Game Reserve) в Зулуленде популяции сопоставимы по размерам, или бурокрылых птиц-мышей немного больше. Вид также делит ареал с белоспинной птицей-мышью (Colius colius), в частности, в пустыне Намиб и в Трансваале. Относительно последнего Роуэн отмечала, что краснолицые птицы-мыши «наиболее успешны» в этом регионе: хотя они уступают по численности бурокрылым в районе Гроблерсдала и белоспинным на юго-западе, но доминируют в окрестностях Рюстенбурга, Претории, Йоханнесбурга, Почефструма, при этом краснолицая птица-мышь встречается в более разнообразных растительных биотопах по сравнению с двумя другими видами. Роуэн добавляла, что вид доминирует как в лесистой саванне с преобладанием деревьев Terminalia sericea высотой до 10 м, так и в открытой саванне с преобладанием Senegalia caffra. На территории Малого Кару с разнообразным велдом встречаются три вида птиц-мышей: краснолицая, бурокрылая и белоспинная.
Птицы ведут оседлый образ жизни или совершают кочёвки, преимущественно во время засухи. Во влажных районах на востоке ареала сезонные кочёвки отмечают чаще, а в сухих на западе — реже. В южноафриканской провинции Квазулу-Натал в негнездовой период были зафиксированы высотные перемещения, когда в зимнее время птицы перелетали ближе к берегу. Роуэн и другие натуралисты середины XX века описывали непредсказуемые перемещения краснолицей птицы-мыши. В октябре 1961 года Роуэн наблюдала большое количество птиц близ Ледисмита, но не встретила ни одной особи в этом же регионе годом позже. Аналогично в августе 1961 года птиц почти не было в национальном парке Бонтебок близ Свеллендама, а в мае 1962 года там их было больше, чем бурокрылых птиц-мышей. Неопределённое количество птиц наблюдали в 1961—1964 годы в зарослях сидероксилона неколючего (Sideroxylon inerme) вдоль реки Эрсте. Шифтер писал, что имеющейся информации недостаточно, чтобы отследить возможные кочёвки краснолицей птицы-мыши. Вместе с тем окольцованных птиц обычно повторно ловят в непосредственной близости от мест кольцевания. Рекордные расстояния составляли лишь 54 км и 31 км. Возможно, в период засухи птицы объединяются в большие группы и перемещаются за созревающими в разное время фруктами и ягодами.

### Охранный статус
Международный союз охраны природы относит краснолицую птицу-мышь к видам, вызывающим наименьшие опасения (LC). По мнению этой организации, птицы являются обычными на всём ареале, хотя их численность остаётся неизвестной. Они широко распространены в ЮАР, Ботсване, Замбии (кроме западных и северо-восточных районов), на юго-западе Анголы, в некоторых регионах Малави (отсутствуют в центральной части и на севере страны), на юге Мозамбика. Вместе с тем Роуэн писала, что, несмотря на самый большой ареал среди всех птиц-мышей юга Африки, этот вид распространён неравномерно. В частности, она отмечала, что птицы чаще встречаются в Восточно-Капской провинции, чем в Западно-Капской. Распространение вида, как и других представителей семейства, связано с наличием садов, фруктовых ферм и ирригационного сельского хозяйства. В 1940-е и 1950-е годы отмечалось увеличение численности краснолицей птицы-мыши в Намибии и Зимбабве. Вместе с тем, по мнению Шифтера, человеческая деятельность оказывает меньшее влияние на расширение ареала по сравнению с белоспинной или бурокрылой птицами-мышами. В ЮАР с середины 1970-х годов (после замечаний Роуэн) не было зафиксировано существенных изменений численности птиц. Возможно, наблюдается небольшое уменьшение популяции вдоль реки Оранжевой, где в последнее время чаще можно встретить белоспинную птицу-мышь.

## Питание

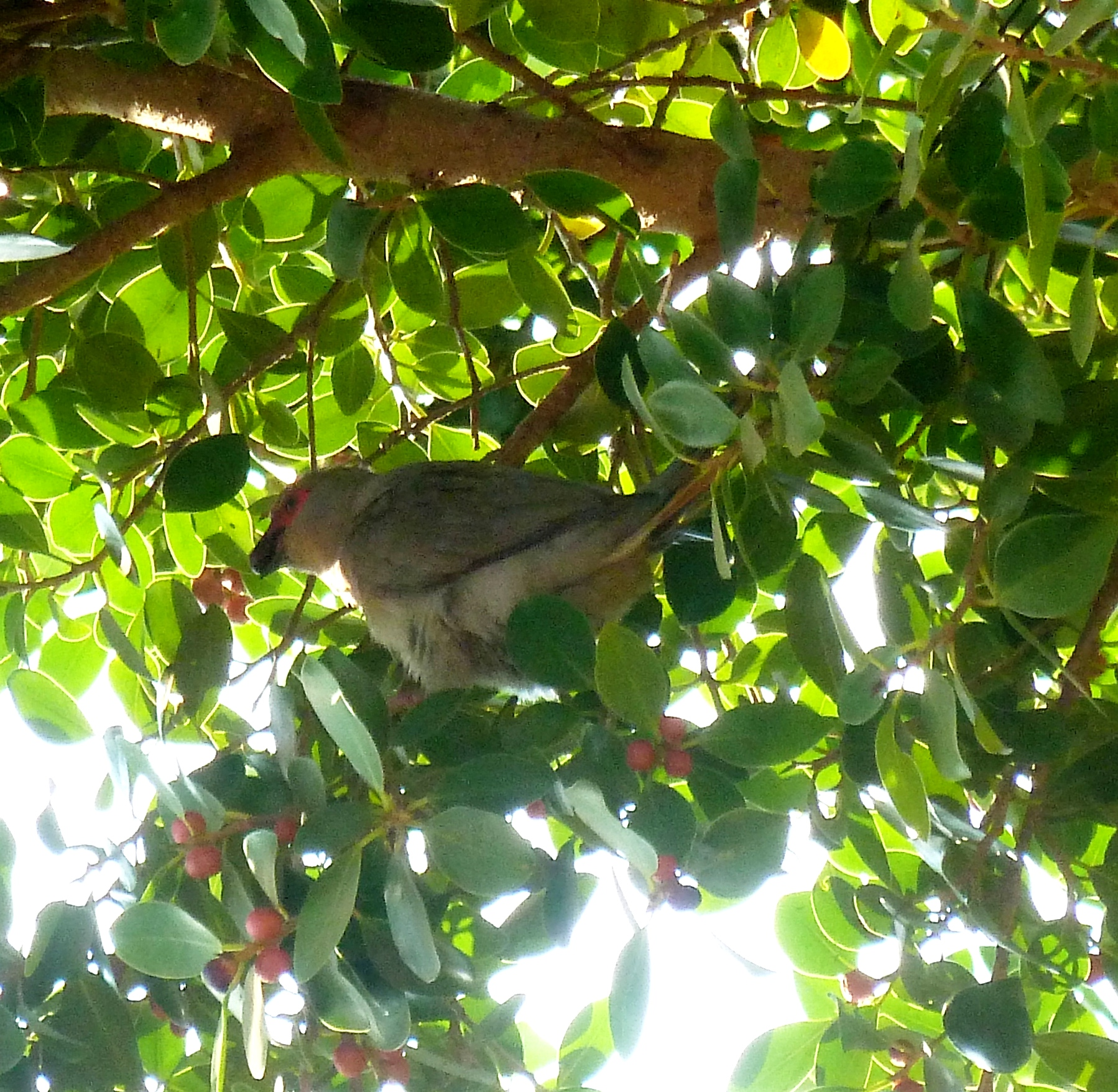
Краснолицая птица-мышь с плодами Ficus microcarpa

Краснолицая птица-мышь питается преимущественно фруктами. Рацион также включает листья, почки, цветы и нектар. В 10 из 20 исследованных желудков краснолицей птицы-мыши были обнаружены исключительно фрукты, в пяти — только листья, а в оставшихся пяти — и листья, и фрукты. Основу рациона составляют растения следующих родов: дереза (Lycium), финиковая пальма (Phoenix), сидероксилон (Sideroxylon), эретия (Ehretia), фикус (Ficus), сумах (Rhus), хурма (Diospyros), Euclea и маслина (Olea). Во время наблюдений в ЮАР регулярно отмечалось употребление в пищу нектара алоэ Марлота (Aloe marlothii). В пустыне Намиб важное значение имеет сальвадора персидская (Salvadora persica). Птицы питаются также на культивируемых и экзотических растениях, в частности на шелковице (Morus), винограде (Vitis) и мелии ацедарах (Melia azderach). Плоды последней считаются ядовитыми для домашней птицы.
Предположительно, птицы также питаются животной пищей, так как некоторые особи были заражены ленточными червями (Cestoda), жизненный цикл которых включает смену хозяев, в том числе насекомых, с которыми ленточные черви попадают в пищеварительную систему птиц. В 1961—1962 годы 11 из 26 исследованных особей были заражены. При этом у шести птиц был обнаружен один или два червя, у трёх — три или четыре, у одной — 11 червей, у оставшейся птицы паразиты почти полностью занимали толстый кишечник. Орнитолог Майлс Маркус (Miles B. Markus) в 1965 году предположил, что в организме птицы-мыши проходит несколько стадий жизненного цикла ленточных червей. Яйца паразитов, возможно, попадают в желудок птицы-мыши напрямую через фрукты, на которые попали капли помёта заражённых птиц, а не через питание насекомыми. Роуэн отмечала, что в авиариях краснолицая птица-мышь не показывает интереса к белковой пище, в частности, термитам, чернотелкам настоящим (Tenebrio), сырам и готовому или сырому мясу (хотя может пить молоко, есть масло или приготовленные яйца).

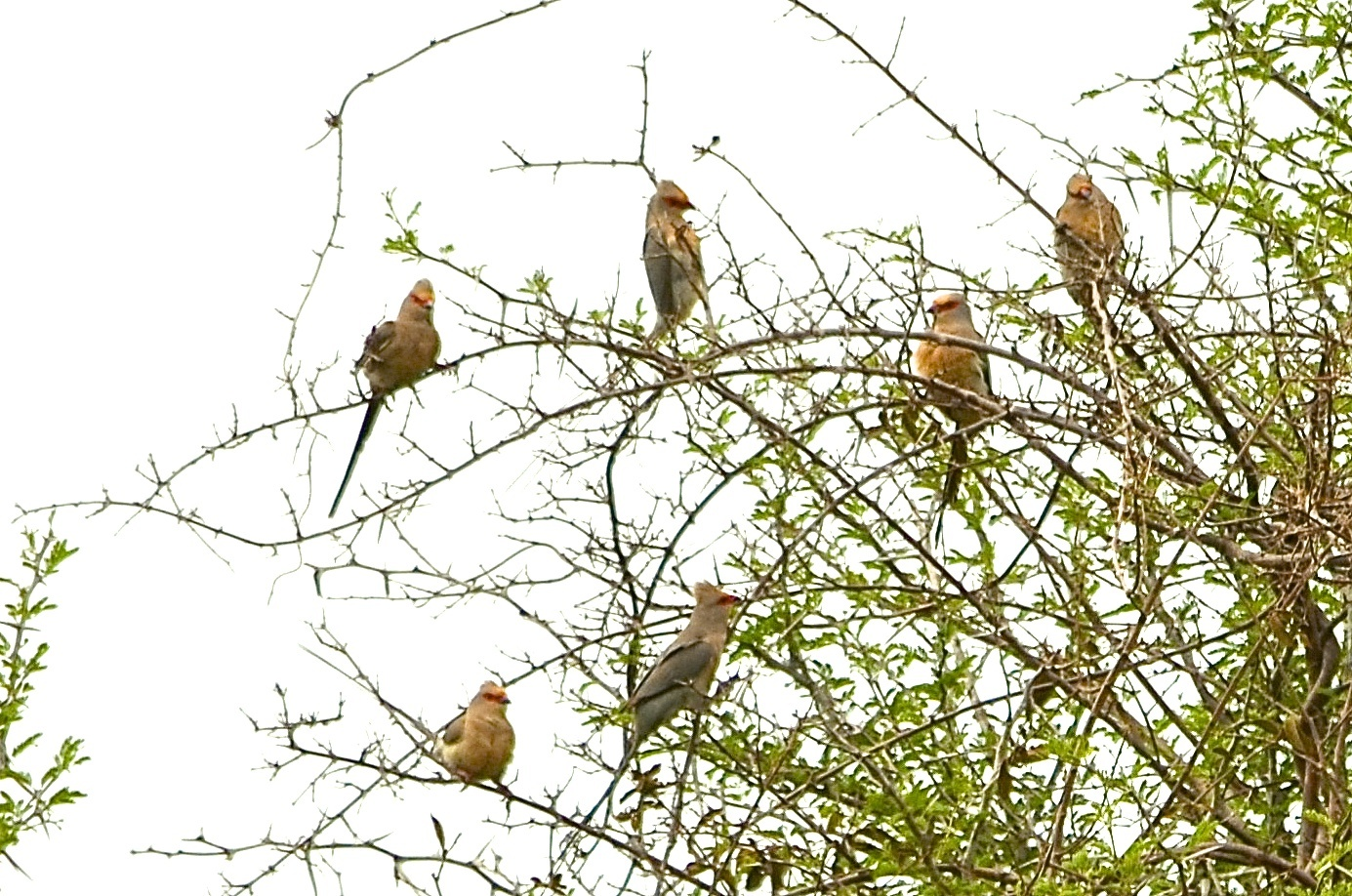
Стая краснолицых птиц-мышей

Краснолицая птица-мышь часто кормится в стаях по 3—10 особей, иногда размеры стай достигают 20 особей. Шифтер предположил, что небольшие стаи, возможно, образованы семьями с подросшими птенцами, а более крупные скопления до 30—40 особей наблюдаются за пределами сезона размножения. На территориях, где встречается несколько видов птиц-мышей, краснолицые чаще образуют монотипические стаи. Вместе с тем смешанные стаи краснолицей и бурокрылой птиц-мышей можно встретить на берегах реки Эрсте во время созревания плодов сидероксилона неколючего или в заповеднике Ндуму во время зимнего цветения Aloe marlothi.
По наблюдениям Роуэн, краснолицые птицы-мыши пьют воду в разгар лета, а также поздней осенью. Манера питья краснолицей птицы-мыши очень похожа на голубеобразных (Columbiformes): она погружает клюв и всасывает воду. Другие птицы обычно набирают воду и запрокидывают голову. Вместе с тем в пустыне Намиб птицы не приближались к редким источникам воды во время созревания плодов сальвадоры персидской в январе, когда дневная температура не опускалась ниже 35 °C. В период же с 30 июля по 2 августа 1964 года, когда плоды сальвадоры персидской были либо слишком незрелыми, либо сильно засушенными, даже при умеренных дневных температурах краснолицые птицы-мыши неоднократно пили воду на водопое. С появлением хороших ягод птицы снова вернулись на сальвадору персидскую. Аналогичное поведение птиц наблюдалось в пустыне Калахари в июне 1992 года, когда питающимся вялыми ягодами гревии (Grewia) краснолицым птицам-мышам требовались дополнительные источники воды.

## Размножение

### Сезон размножения
Сезон размножения краснолицей птицы-мыши связан с наличием достаточного количества корма, а именно зрелых фруктов. Пик размножения приходится на южные весну и лето: сентябрь — апрель в Анголе (в основном — ноябрь), август — январь в Замбии (в основном — сентябрь), июнь — январь в Малави (в основном — сентябрь), сентябрь — декабрь в Зимбабве (по другим данным, кладки были обнаружены в каждом месяце, кроме мая), сентябрь — январь в большей части ЮАР и август — октябрь на побережье Капского полуострова (по другим данным, кладки были обнаружены в период с июня по февраль). В особенно засушливых районах, например, в национальном парке Крюгера, пик сезона размножения приходится на декабрь — январь. На восточном побережье Африки у краснолицей птицы-мыши, по-видимому, два пика. Вместе с тем гнёзда краснолицей птицы-мыши могут находить круглый год, в течение года возможно несколько кладок. Роуэн отмечала, что в Трансваале, Квазулу-Натале и Зимбабве сезон размножения краснолицей птицы-мыши более выражен по сравнению с бурокрылой, кроме того, он наступает заметно раньше.
Краснолицая птица-мышь, как и родственная синешапочная, демонстрирует брачные ритуалы, которые, возможно, отсутствуют у остальных птиц-мышей. Брачные представления включают прыжки и приседания амплитудой 2—5 см. Роуэн, наблюдавшая такое поведение у домашней особи, писала о прыжках высотой не более 2,5 см. На протяжении трёх минут птица попеременно поднимает лапы с насеста примерно каждую секунду. Вторая птица постепенно подходит, в течение двух секунд потирает клюв танцующей птицы, а затем забирается на неё. Копуляция продолжается четыре секунды и не прерывается, даже если птица сползла набок. После этого пара чистит друг другу перья и разлетается. В качестве брачных ритуалов наблюдались также чистка собственных перьев и перьев партнёра на протяжении 30 секунд, медленное подрагивание крыльев, после которого на птицу забирается партнёр, для которого характерно частое дрожание крыльев. Нижняя птица поднимает крылья и издаёт мягкое «hoo», после чего следует касание клювами. По наблюдениям Роуэн, прыгающая птица довольно часто повторяет «hoo», а наблюдающая — слегка распушает перья. Представление может продолжаться 15 минут. В отличие от синешапочной птицы-мыши, у которой прыжки и танцы совершает самец, а взбирается на него самка, есть предположение, что у краснолицей птицы-мыши прыжки совершает самка. Вместе с тем наблюдения за представлениями в дикой природе крайне редки, возможно, они вовсе не связаны с брачными ритуалами. Птицы моногамны, но бывают случаи кооперативного размножения.

### Гнездо и яйца
Гнездо расположено на высоте 1,3—6 м в зарослях колючего кустарника (обычно 2—4 м); при этом краснолицая птица-мышь предпочитает местные, а не инвазивные, виды. На юго-востоке Танзании отмечали гнездо в манграх. При необходимости краснолицая птица-мышь строит гнездо на большом основании из сухих разветвлённых и колючих веток (обычно Acacia karroo), при этом длина веток может достигать 18 см, а длина шипов на них — 8 см. Роуэн отмечала гнездо, в основании которого было 59 веток. Неопрятная открытая чаша гнезда имеет диаметр 100—150 мм при глубине 60—90 мм. Внутри чаша выложена более мягким материалом, в том числе травой, мхом, растительным пухом, лишайником, паутиной, перьями, шерстью, бумагой. Внутренние размеры — 45—90 мм в диаметре при глубине 20—55 мм. В строительство гнезда вовлечены обе птицы: одна занимается непосредственно постройкой, а другая приносит материал. Шифтер уточнял, что доставкой материала обычно занимается самец, при этом может брать его из гнёзд других птиц, в частности южноафриканского воробья (Passer melanurus). Известен случай, когда новое гнездо было построено поверх старого, в котором находилась мёртвая птица-мышь. Иногда в непосредственной близости от гнезда краснолицей птицы-мыши отмечали гнездо общественных ос рода Belonogaster; возможно, это связано с защитой от дневных хищников, которую могут предоставить эти насекомые. Выстилание гнезда продолжается во время инкубации, птицы заменяют увядшие листья новыми. При этом Роуэн отмечала, что такое поведение наблюдается в Малави, но почти не встречается в ЮАР. Чаще всего гнёздо одиночное, иногда несколько гнёзд расположены вблизи друг друга. Три гнезда было найдено на небольшом участке колючего кустарника, четыре гнезда — на 600-метровой полосе акации. Роуэн отмечала, что в компактно расположенных гнёздах кладки часто бывают хорошо синхронизированы. Однажды гнездо бурокрылой птицы-мыши было отмечено на расстоянии лишь нескольких шагов от гнезда краснолицей. В ЮАР гнёзда краснолицей птицы-мыши обычно расположены выше на деревьях, чем гнёзда бурокрылой.
В одном гнезде может находиться до 7 яиц, при этом откладывать яйца могут до четырёх самок (обычно 2—4 яйца). В среднем кладка содержит 2,6 яйца (на основе анализа около 150 кладок): у 80 кладок, обнаруженных между 16° и 24° ю. ш., средние размеры составляли 2,55 яйца, у 17 кладок между 32° и 34° ю. ш. — 2,7 яйца. Роуэн отмечала, что на бо́льших широтах чаще встречаются кладки из трёх яиц, а на меньших — из двух. Шифтер не соглашался с этим выводом; по его наблюдениям, в Анголе средний размер кладки составлял 2,33 яйца. Яйца краснолицей птицы-мыши кремово-белые с редкими красновато-коричневыми отметинами. Размеры яиц номинативного подвида составляют 19,2—23,3 × 14,7—17,3 мм, U. i. transvaalensis — 20,2—22,5 × 14,8—16 мм, U. i. mossambicus — 19,5—21,25 × 15,5—17 мм, U. i. pallidus — 20 × 15 мм, U. i. lacteifrons — 21,8—24,8 × 16,1—17 мм. Первое яйцо в кладке обычно крупнее остальных. Средняя масса яиц составляет 2,9 г, при этом масса скорлупы варьирует от 0,21 г до 0,27 г.
Насиживание начинается с первого яйца и осуществляется обоими родителями или помощником. Инкубационный период в среднем составляет 13 дней (10,5—15 дней).

### Птенцы
Птенцы краснолицей птицы-мыши появляются на свет голыми и слепыми; у них тёмно-розовая кожа с очень редким пушком. Клюв полностью окрашен в светло-зелёный цвет, кожа вокруг глаз тёмно-зелёная. У основания подклювья и по обеим его сторонам у птенцов своеобразные выпуклости. В справочнике «Разнообразие птиц» Коблика отмечается, что язык птенцов оранжевый, а рот внутри — чёрный. В справочнике The Birds of Africa указано, что язык фиолетовый, радужка глаза коричневая, лапы красноватые. Роуэн в 1967 году отмечала фиолетовый язык у более взрослых птенцов, добавляя, что для только что появившихся на свет птенцов такая информация отсутствует. На четвёртый день у птенцов проклёвываются рулевые и первостепенные маховые перья, затем — остальные, самыми последними появляются перья на голове и шее. На шестой день открываются глаза и раскрываются перья. На десятый день оперение птенца уже хорошо развито и полностью повторяет оперение взрослых птиц (своим необычным цветом выделяются только клюв и неоперённая маска), в этом возрасте птенец уже может покидать гнездо. По наблюдению Шифтера, к концу первой недели жизни самые длинные перья хвоста достигают 27 мм; покинувшие гнездо птенцы могут иметь хвост длиной около 50 мм; в 26 дней — 100 мм, а в два месяца — 200 мм. Кончик клюва начинает темнеть в 26—28 дней и становится чёрным на 40-й день; основание клюва начинает розоветь на 46—48-й день и к 55-му дню приобретает красный цвет. После этого цвет распространяется на неоперенную кожу вокруг клюва; в два месяца маска бледно-красная, к трём месяцам становится яркой. В два дня масса птенцов составляет 6 г, в 6 дней — 20 г, в 10 дней — 35 г, в 14 дней — 39,5 г, в 18 дней — 40 г, в 20 дней — 42,5 г. Массу взрослых птиц птенцы приобретают в два месяца. Взрослые птицы отрыгивают корм для птенцов и помогают им с дефекацией. Птенцы начинают летать в 14—20 дней, но ещё несколько недель взрослые птицы подкармливают их, а выводок не распадается до 10—12 месяцев.
Роуэн писала про крайне низкий шанс успешного размножения. По её расчётам, 7 из 32 кладок были полностью потеряны из-за атак хищников. Вероятность потери кладок в этом случае, по-видимому, зависит от высоты расположения гнезда: треть гнёзд, расположенных на высоте до 2,4 м, были потеряны, пятая часть — от 2,4 до 3,7 м, шестая часть — от 3,7 до 4,9 м. Из 62 оставшихся яиц вылупилось 40 птенцов (64,5 %), то есть 35,5 % яиц оказались стерильными. Роуэн также указывала на известные случаи убийства собственных птенцов или разорения собственных гнёзд. Основными хищниками, которые могут нападать на взрослых птиц, являются винная змея (Thelotornis kirtlandii) и африканская шпорцевая кукушка (Centropus superciliosus).
В дикой природе птица, окольцованная во взрослом возрасте 20 октября 1963 года, была поймана котом 24 января 1968 года, то есть прожила более пяти лет. В неволе максимальный возраст краснолицей птицы-мыши составил 12 лет и 5 месяцев, при этом птица попала в зоопарк Вены уже во взрослом возрасте — это рекорд продолжительности жизни для всех птиц-мышей.

## Систематика

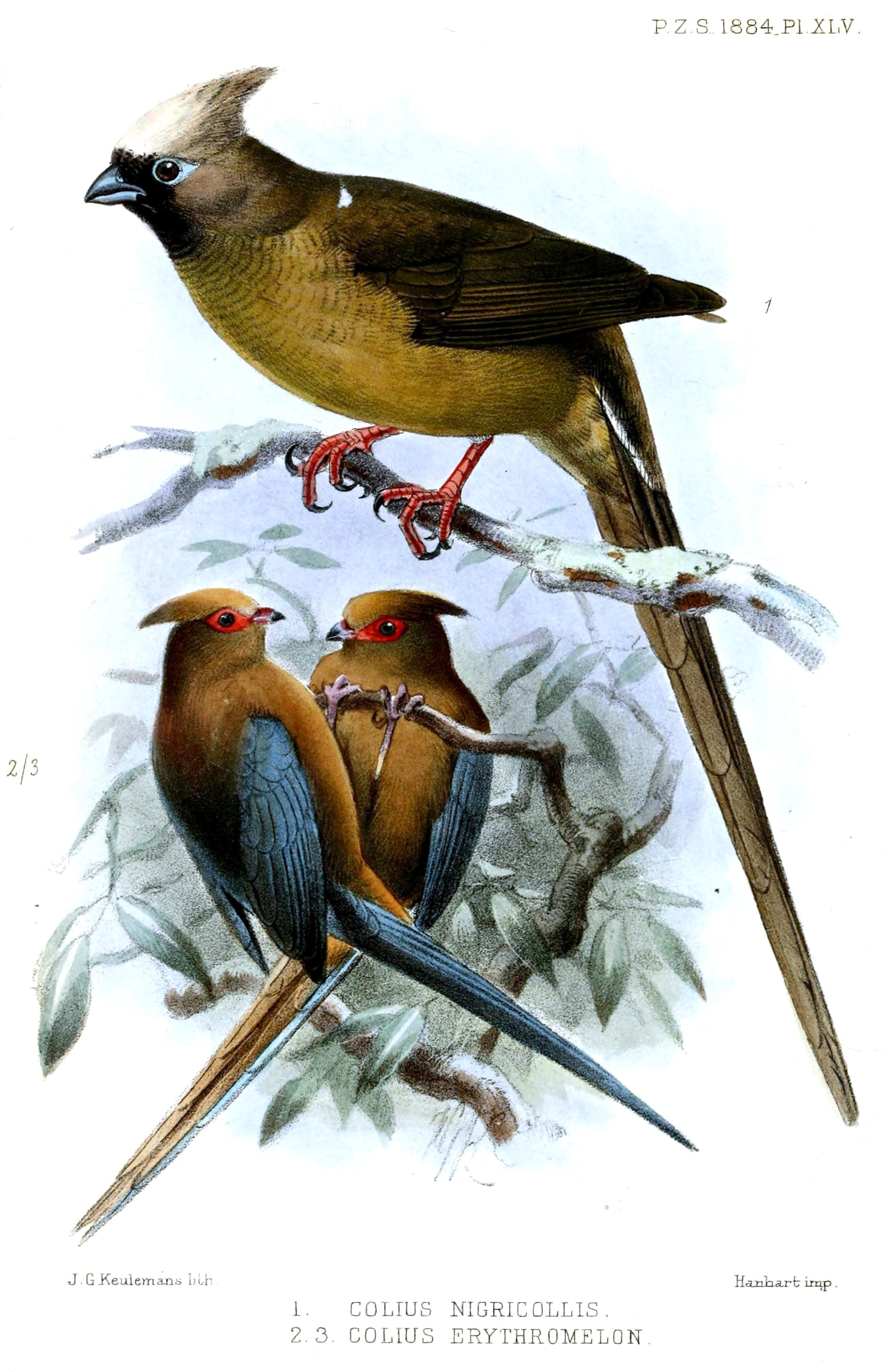
1. Colius nigricollis = Colius striatus nigricollis
2. Colius erythromelon = Urocolius indicus indicus
Иллюстрация 1884 года

Краснолицая птица-мышь была описана британским натуралистом Джоном Лейтемом в 1790 году, видовое название indicus отсылает к Индии, так как Лейтем ошибочно полагал, что именно там обитает данный вид. В 1817 году французский орнитолог Луи Жан Пьер Вьейо исправил эту неточность и дал виду новое название — Colius erythromelon, под которым он был известен в литературе XIX века. Лишь в начале XX века, после работ немецкого орнитолога Антона Райхенова (1902—1903) и британского зоолога Уильяма Склейтера (1924), краснолицей птице-мыши было возвращено оригинальное видовое название. Именно Склейтер уточнил ареал краснолицей птицы-мыши, поселив её на побережье реки Гамтус.
Ближайшим видом является синешапочная птица-мышь (Urocolius macrourus), которую также относят к роду Urocolius. Их объединяют красная маска на «лице» и сильный полёт, синешапочная птица-мышь отличается от краснолицей голубым пятном на затылке. Международный союз орнитологов выделяет пять подвидов:
- Urocolius indicus mossambicus (Reichenow, 1896) — обитает на территории от восточных районов Анголы до юго-западных Танзании и Малави;
- Urocolius indicus lacteifrons (Sharpe, 1892) — обитает на западе Анголы, в северных и центральных районах Намибии, на западе Ботсваны;
- Urocolius indicus pallidus (Reichenow, 1896) — обитает на юго-востоке Танзании и северо-востоке Мозамбика;
- Urocolius indicus transvaalensis (Roberts, 1922) — обитает на территории от центральных и восточных районов Ботсваны и юго-западных районов Замбии до центральных и южных районов Мозамбика и западных, северных и восточных районов ЮАР;
- Urocolius indicus indicus (Latham, 1790) — обитает в южных и центральных районах ЮАР.

Ранее выделяли ещё несколько подвидов. Птиц на западе Анголы рассматривали как подвид Urocolius indicus angolensis (Reichenow, 1902), который теперь считают синонимичным U. i. lacteifrons; на юго-востоке Демократической Республики Конго — Urocolius indicus lualabae (Verheyen, 1951), который теперь считают синонимичным U. i. mossambicus, а на севере Ботсваны — Urocolius indicus ngamiensis (Roberts, 1932), который относят либо к U. i. mossambicus, либо к U. i. transvaalensis. К номинативному подвиду могут относить всех птиц, обитающих в Малави и Замбии.